# Seefeld (Bavière)
Pour les articles homonymes, voir Seefeld.
Seefeld est une commune dans l'Arrondissement de Starnberg située à 35 km au sud-ouest de Munich en Bavière. Le lac Pilsensee a donné son nom à la commune, car « Seefeld » signifie « champ au bord du lac ». Dans sa forme d’aujourd’hui la commune existe depuis la réorganisation communale en 1978. Elle comprend les villages suivants : Seefeld, Oberalting, Hechendorf, Drössling, Unering, Meiling, Delling.

## Histoire
Oberalting a été mentionné pour la première fois en 804 dans un document qui décrit une donation du prêtre Erchanheri. Les villages bavarois dont les noms terminent en –ing comme Drössling, Unering ou Meiling témoignent aussi leurs origines des VIIIe et IXe siècles.

Seefeld a été pendant des années le siège de la maison des comtes de Toerring-Jettenbach. Le château des Toerring à Seefeld est l’emblème de la commune. Les roses et les losanges noirs dans le blason de la maison Toerring se retrouvent aussi dans le blason de la commune.

## Population
Environ 7 200 personnes habitent actuellement Seefeld. La beauté du paysage avec ses lacs et ses collines ainsi que la proximité de Munich attirent un grand nombre de personnes, dont la plupart travaille à Munich ou dans l’agglomération munichoise. Dès les années 1960, la commune a connu une forte croissance : en 1970 vivaient 3 897 personnes dans les différentes parts qui forment la commune aujourd’hui, en 2008 on comptait déjà 7 110 habitants.

## Transport
La commune est reliée à Munich par la ligne S8 du réseau express régional de Munich (S-Bahn de Munich), qui circule toutes les 20 à 40 minutes, et par la route St2068 allant de Herrsching à Gilching.

## Économie
Des artisans et des PME font le plus grand nombre des entreprises de la commune ; les employeurs les plus importants sont l’entreprise pharmaceutique 3M Espe AG, le producteur de matériel informatique TQ Systems GmbH et l’hôpital chirurgical.

## Personnalité
- Franz Esser (1891-1964), peintre allemand, mort à Seefeld.
- Wilhelm von Grolman (1894-1985), homme politique mort à Hechendorf am Pilsensee.